# Een echo uit het dal
Een echo uit het dal is een hoorspel van Robert Storey. Het werd vertaald door Alfred Pleiter en de AVRO zond het uit op donderdag 19 oktober 1967. De regisseur was Dick van Putten. De uitzending duurde 60 minuten.

## Rolbezetting
- Frans Somers (Stan Batty)
- Tine Medema (Ethel, zijn vrouw)
- Huib Orizand (Chris Batty)
- Fé Sciarone (zijn vrouw, Lorna)
- Eva Janssen (Mrs. Kay)

## Inhoud
De titel van dit hoorspel is ontleend aan een Engels liedje. Een couplet ervan begint met: “Just an echo in the valley, but it brings sweet memories.” Deze regel heeft in het stuk een parodistisch effect, want de “memories” zijn verre van zoet en de echo is er een van over het graf. De scène is de woonkamer in het huis van een pas gestorven vrijgezel. De verzamelde familieleden hebben hun schroom overwonnen en doen zich danig te goed aan het begrafenismaal dat door de huishoudster is verzorgd. Ondertussen verkilt de hartelijkheid van het weerzien al gauw, er vallen bitse woorden, oude koeien worden  uit de sloot gehaald. De dode zelf komt aan het woord door middel van een nagelaten brief waarin een geheimzinnige zin voorkomt die het onderlinge wantrouwen nog aanwakkert. Zodra een der aanwezigen zinspeelt op het bestaan van een testament, vallen de maskers af en verwordt het nette gezelschap tot een hebberig twistende kliek. Centraal in dit geharrewar is de relatie tussen twee der erfgenamen gesteld. Reeds vanaf het begin valt op hoe onnatuurlijk deze verhouding is. De huishoudster, wier waardige houding opvalt in het bourgeoismilieu, ontkent ondanks haarzelve het conflict. En het zingen van het onschuldige liedje over de echo in het dal bezegelt de ondergang van een twijfelachtig huwelijksgeluk…